# Titanic (1953)
Titanic is een Amerikaanse dramafilm uit 1953 onder regie van Jean Negulesco.

## Verhaal
Richard en Julia Sturges liggen midden in een scheiding. Julia gaat dan ook stiekem aan boord van de Titanic met de kinderen, wanneer haar man afwezig is. Ze gunt haar kinderen een beter leven in de Verenigde Staten dan van hotel naar hotel te reizen in Frankrijk. De kinderen weten niks van de scheiding af.
Wanneer Richard dit merkt, gaat hij ook aan boord. Als hij en Julia ruzie krijgen over voogdij, dreigt Richard hiermee verder te gaan naar de rechtbank. Dan onthult Julia een donker geheim: de jongste, Norman, is niet zijn zoon.
Terwijl Norman nog onwetend over alles is, heeft de oudste, Annette, zo haar eigen problemen. Ze begint een romance met Giff en krijgt lucht van wat er werkelijk aan de hand is tussen haar ouders. Dan raakt het schip een ijsberg. Tijdens de evacuatie van het schip komen Richard en Julia eindelijk bij zinnen en leggen nog net voor hun gedwongen afscheid hun onenigheid bij. Julia, Annette en Norman krijgen een plaats in reddingsboot 6, maar Norman staat zijn plek af aan een vrouw. Hij en Richard komen beiden om wanneer het schip zinkt.

## Rolverdeling
| Acteur            | Personage            |
| ----------------- | -------------------- |
| Clifton Webb      | Richard Ward Sturges |
| Barbara Stanwyck  | Julia Sturges        |
| Robert Wagner     | Gifford Rogers       |
| Audrey Dalton     | Annette Sturges      |
| Thelma Ritter     | Maude Young          |
| Brian Aherne      | Kapitein E.J. Smith  |
| Richard Basehart  | George Healy         |
| Allyn Joslyn      | Earl Meeker          |
| James Todd        | Sandy Comstock       |
| Frances Bergen    | Madeleine Astor      |
| William Johnstone | John Jacob Astor     |

## Achtergrond
Verschillende stukken van het decor zijn meermaals hergebruikt, zoals de grote trap en het dek.
Dit was de debuutfilm van Edmund Purdom met een niet-vermelde rol als Second Officer Lightroller
De film bevat veel historische onjuistheden over onder andere de passagiers, het interieur van de Titanic, de botsing met de ijsberg en het zinken van het schip. Zo is bijvoorbeeld een van de reddingsboten duidelijk een model uit de Tweede Wereldoorlog, terwijl zulke boten in 1912 nog niet bestonden. Charles Brackett, die meewerkte aan het scenario, vertelde dat enkele plots uit het scenario geschrapt moesten worden omdat deze te ongeloofwaardig waren voor het publiek.
Op Rotten Tomatoes krijgt de film van 88 procent van de recensenten een goede beoordeling. Variety Magazine gaf de film een positieve beoordeling.

## Prijzen en nominaties
| Jaar | Prijs  | Categorie                          | Genomineerde(n)                                 | Uitslag     |
| ---- | ------ | ---------------------------------- | ----------------------------------------------- | ----------- |
| 1953 | Oscars | Beste scenario                     | Charles Brackett Walter Reisch Richard L. Breen | Gewonnen    |
| 1953 | Oscars | Beste productieontwerp (zwart-wit) | Maurice Ransford Lyle Wheeler                   | Genomineerd |